# Desges
Desges ist eine französische Gemeinde mit 56 Einwohnern (Stand 1. Januar 2022) im Département Haute-Loire in der Region Auvergne-Rhône-Alpes (vor 2016 Auvergne). Sie gehört zum Arrondissement Brioude und zum Kanton Gorges de l’Allier-Gévaudan.

## Geographie
Desges liegt etwa 35 Kilometer westsüdwestlich von Le Puy-en-Velay am gleichnamigen Fluss Desges und dessen Zufluss Gourgueyre.
Nachbargemeinden von Desges sind Pinols im Norden und Westen, Tailhac im Norden, Chazelles im Osten, Venteuges im Süden und Südosten, La Besseyre-Saint-Mary im Süden sowie Auvers im Süden und Südwesten.

## Bevölkerungsentwicklung
| Jahr                       | 1962 | 1968 | 1975 | 1982 | 1990 | 1999 | 2006 | 2011 | 2017 |
| -------------------------- | ---- | ---- | ---- | ---- | ---- | ---- | ---- | ---- | ---- |
| Einwohner                  | 125  | 89   | 72   | 76   | 74   | 79   | 83   | 62   | 59   |
| Quellen: Cassini und INSEE |      |      |      |      |      |      |      |      |      |

## Sehenswürdigkeiten
- Kirche Saint-Quentin